# Tamara Poljakowa
Tamara Eduardiwna Poljakowa (ukrainisch Тамара Едуардівна Полякова, russisch Тамара Эдуардовна Полякова/Tamara Eduardowna Poljakowa, englische Transkription Tamara Polyakova; * 27. August 1960 in Czernowitz) ist eine ehemalige sowjetische und später ukrainische Radrennfahrerin.

## Sportlicher Werdegang
Während ihrer Schulzeit und auch noch nach dem Eintritt in die Sporthochschule in Kiew war Poljakowa in der Leichtathletik aktiv. Mit dem Radsport begann sie erst mit ihrem Umzug nach Kuibyschew und Wechsel in die dortige Sporthochschule im Jahr 1980. Bereits ein Jahr später gewann sie bei den Bahnradsport-Weltmeisterschaften 1981 in Brünn hinter ihrer Landfrau Nadeschda Kibardina die Silbermedaille in der Einerverfolgung, im Straßenrennen bei den Straßenradsport-Weltmeisterschaften 1981 belegte sie den vierten Platz. 1983 war sie bei der Sommer-Universade Medaillengewinnerin auf der Bahn und auf der Straße.
In den folgenden Jahren trat Poljakowa nur noch auf der Straße in Erscheinung. 1987 wurde sie mit der sowjetischen Mannschaft Weltmeisterin im Mannschaftszeitfahren. Bei der Im Rahmenprogramm der Tour de France ausgetragenen Tour de France féminin gewann sie zwei Etappen und belegte den vierten Platz in der Gesamtwertung. Bei den Straßenradsport-Weltmeisterschaften 1989 sicherte sie sich mit dem sowjetischen Team erneut den Titel im Mannschaftszeitfahren.
Nach dem Zerfall der Sowjetunion startete Poljakowa für die Ukraine. Dabei gelangen ihr mehrfach Siege bei internationalen Rennen, unter anderem bei Gracia Orlová und beim Grossen Preis des Kantons Aargau. Zum Ende ihrer Karriere gewann sie insgesamt fünf nationale Titel im Einzelzeitfahren und im Straßenrennen.

## Familie
Tamara Poljakowa ist verheiratet mit dem ehemaligen sowjetischen Radrennfahrer Alexander Awerin. Ihr Sohn Maxim Averin ist ebenso ehemaliger Radrennfahrer, aserbaidschanischer Meister und Olympiateilnehmer. Sie lebt mit ihrer Familie in Baku und arbeitet für den aserbaidschanischen Radsportverband.

## Ehrungen
- 1989 – Verdienter Meister des Sports der UdSSR

## Erfolge

### Bahn
1981
- Weltmeisterschaften – Einerverfolgung

1983
- Sommer-Universade – Einerverfolgung

### Straße
1983
- Sommer-Universade – Mannschaftszeitfahren

1987
- Weltmeisterin – Mannschaftszeitfahren (mit Alla Jakowlewa, Nadeschda Kibardina und Ljubow Pugowitschnikowa)
- zwei Etappen Tour de France féminin
- zwei Etappen Tour de l’Aude Cycliste Féminin

1989
- Weltmeisterin – Mannschaftszeitfahren (mit Nadeschda Kibardina, Laima Zilporytė und Natalja Meljochina)

1993
- eine Etappe Gracia Orlová

1994
- Grosser Preis des Kantons Aargau

1995
- Ukrainische Meisterin – Einzelzeitfahren

1996
- Ukrainische Meisterin – Straßenrennen und Einzelzeitfahren

1998
- Ukrainische Meisterin – Straßenrennen und Einzelzeitfahren